# Vera Cruz (film)
Pour les articles homonymes, voir Veracruz (homonymie).
Pour plus de détails, voir Fiche technique et Distribution.
Vera Cruz est un western américain réalisé par Robert Aldrich, sorti en 1954.

## Synopsis

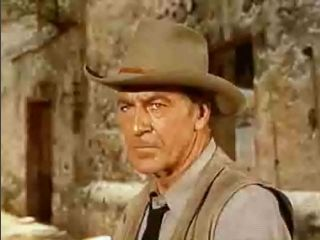
Gary Cooper dans une scène du film.

La guerre de Sécession finie, certains soldats démobilisés et sans attache, partent à l'aventure au Mexique où se déroule une guerre civile opposant les partisans de Benito Juárez à ceux de l'empereur Maximilien, imposé par Napoléon III. Chacun des deux camps recrute à tour de bras pour étoffer ses troupes.
Benjamin Trane, comme Joe Erin avec sa bande de brigands, sont sollicités par les deux camps. Le marquis Henri de Labordère, lié à Maximilien, l'emporte et propose aux deux hommes une mission dangereuse : escorter le carrosse de la comtesse Marie Duvarre qui se rend à Vera Cruz. Ils ne tardent pas à soupçonner des raisons plus impérieuses à ce voyage et, au soir de la première halte, jettent un œil dans le carrosse.

## Fiche technique
- Titre original : Vera Cruz
- Titre français : Vera Cruz
- Réalisation : Robert Aldrich
- Scénario : Roland Kibbee, James R. Webb d'après une histoire de Borden Chase
- Production : James Hill et Harold Hecht
- Société de production : Hecht-Hill-Lancaster, United Artists
- Musique : Hugo Friedhofer
- Photographie : Ernest Laszlo
- Costumes : Norma
- Montage : Alan Crosland Jr. (non crédité)
- Pays d'origine :  États-Unis
- Format : couleur (Technicolor) — 35 mm — 2,00:1 (SuperScope) — son Mono (RCA Sound Recording)
- Genre : Western
- Durée : 94 minutes
- Date de sortie :
  - États-Unis : 25 décembre 1954 (première mondiale à New York)

## Distribution
- Gary Cooper (VF : Jean Martinelli) : Benjamin Trane
- Burt Lancaster (VF : Claude Bertrand) : Joe Erin
- Denise Darcel (VF : Katherine Kath) : comtesse Marie Duvarre
- Cesar Romero (VF : Jean-Henri Chambois) : marquis Henri de Labordère
- Sara Montiel (VF : Colette Cotti) : Nina
- Ernest Borgnine (VF : Jean Clarieux) : Donnegan
- George Macready : l’Empereur Maximilien
- Morris Ankrum (VF : Maurice Pierrat) : général Ramírez
- Henry Brandon (VF : André Valmy) : capitaine Danette
- Jack Lambert : Charlie
- Jack Elam (VF : Marc Cassot) : Tex
- Archie Savage (VF : Georges Aminel) : Ballard (le cow-boy afro-américain, excellent danseur et un fidèle de Trane)
- Charles Bronson (Charles Buchinsky) (VF : Marcel Painvin) : Pittsburgh
- Charles Horvath : Reno

## Production
Gary Cooper dans le rôle de Trane
Burt Lancaster et Harold Hecht venaient de signer un contrat avec United Artists pour réaliser deux films, à commencer par Apache, également réalisé par Robert Aldrich. Juste avant le début du tournage de ce film en octobre 1953, Lancaster annonça que son deuxième film serait Vera Cruz avec lui-même et Gary Cooper, basé sur une histoire de Borden Chase.
En décembre 1953, après la fin du tournage d'Apache, Lancaster annonça qu'Aldrich dirigerait Vera Cruz.
United Artists était si satisfait d'Apache qu'ils ont transformé le contrat de deux films avec Hecht et Lancaster en un contrat de deux ans couvrant sept films.

## Autour du film
- Le film est produit par la société Hecht-Hill-Lancaster, dont Burt Lancaster est l'associé.
- À l'origine, Cary Grant était pressenti pour le rôle de Benjamin Trane mais il déclina l'offre au profit de Gary Cooper.
- Charles Bronson apparaît au générique sous son véritable nom : « Charles Buchinsky ». Il joue plusieurs fois de l'harmonica dans le film, ce qui sera à nouveau le cas quatorze ans plus tard dans Il était une fois dans l'Ouest de Sergio Leone.
- Gary Cooper fut brûlé lors du tournage par une cartouche et dut être hospitalisé pendant plusieurs jours.
- Ce film est souvent considéré comme un tournant dans le western. Les personnages ne sont plus des héros défenseurs du bien contre les méchants comme dans les westerns hollywoodiens traditionnels, mais ont chacun leur propre raison de poursuivre l'aventure, et défendent plutôt leur intérêt qu'une grande cause. Ils sont en cela précurseurs des personnages des westerns-spaghettis. Le dénouement final répond toutefois aux dénouements traditionnels, et replace le personnage principal dans son rôle de défenseur du bien.
- À l'époque de la sortie du film, le comédien Jean Martinelli était la voix française régulière de Burt Lancaster (comme il l'était depuis 1947), mais aussi celle de Gary Cooper (depuis 1950). Il était plus logique qu'il double ce dernier dans ce film plutôt que Lancaster. De ce fait celui-ci est doublé par Claude Bertrand qui deviendra par ailleurs la voix régulière de Lancaster à partir du début des années 1960.
- À la sortie du film, les Mexicains crièrent au scandale devant l’image que Vera Cruz renvoyait de leur peuple (six ans après, le tournage du film Les Sept Mercenaires au Mexique en fut énormément affecté, les autorités mexicaines imposant la présence permanente d’un censeur sur le plateau).
- Sur les conseils de Burt Lancaster, c'est la chanteuse française Patachou  qui devait initialement tenir le rôle échu à Denise Darcel. Elle déclina l'offre lorsqu'elle apprit que le film devait entièrement se tourner au Mexique, ce qui l'obligeait à rester trop longtemps éloignée de son fils, Pierre Billon, qui était sa priorité. Elle garda néanmoins le contact avec Sara Montiel et les deux femmes restèrent amies jusqu'à la fin de leur vie.